# スキマスイッチ TOUR 2022 “café au lait” THE MOVIE
『スキマスイッチ TOUR 2022 “café au lait” THE MOVIE』は、スキマスイッチのライブBlu-ray。

## 解説
- 自身最長のツアーとなった「スキマスイッチ TOUR 2022 “café au lait”」のライブ映像[1]。
- 2022年7月30日に高崎芸術劇場で開催された群馬公演の模様を収録[1]。
- 通常盤・ファンクラブ限定DELUXE盤の2種同時発売[1]。
- DELUXE盤には、2022年12月4日に沖縄コンベンションセンターで開催された最終公演の音源を収録したライブCDが付属される[1]。
- ライブ音源「スキマスイッチ TOUR 2022 “café au lait”」との連動応募抽選券封入。
- 『スキマスイッチ 2004ファーストツアー “夏雲ノタビ” 〜日本公演〜 THE MOVIE』、『スキマスイッチ TOUR '05 “全国少年” THE MOVIE』、『スキマスイッチ TOUR '06 “空創トリップ” THE MOVIE』、『スキマスイッチ TOUR '07 “夕風トラベル” THE MOVIE』から約3ヶ月ぶりのライブ映像作品。

## バンドメンバー
| バンドメンバー | バンドメンバー           |
| -------------- | ------------------------ |
| 大橋卓弥       | Vocal, Guitar            |
| 常田真太郎     | Piano, Keyboards, Chorus |
| 村石雅行       | Drums                    |
| 種子田健       | Bass                     |
| 石成正人       | Guitar, Chorus           |
| 浦清英         | Keyboards, Organ         |
| 松本智也       | Percussion, Chorus       |
| 本間将人       | Sax, Chorus              |
| 田中充         | Trumpet, Chorus          |

## 収録曲

### 通常盤・ファンクラブ限定DELUXE盤共通

#### Blu-ray
- 2022年7月30日に高崎芸術劇場で開催された群馬公演の模様を収録[1]。

1. 並行トラベラー
  - サポートメンバーの田中充、石成正人、松本智也で結成されたユニット「スキマのスキマ」の楽曲[2]。
2. OverDriver
3. 吠えろ!
4. 青春
5. スイッチ！
6. G.A.M.E.
7. ムーンライトで行こう
8. Baby good sleep
9. いろは
10. Ordinary
11. SINK
12. フォークで恋して
13. I-T-A-Z-U-R-A
14. スモーキンレイニーブルー
15. リチェルカ
16. Ah Yeah!!
17. 全力少年
18. されど愛しき人生
19. up!!!!!!(Encore)
20. 奏（かなで）(Encore)
21. 風がめくるページ(Encore)
22. Baby good sleep（2022年2月16日東海市芸術劇場より）＜Bonus Track＞
23. ソングライアー（2022年2月16日東海市芸術劇場より）＜Bonus Track＞
24. 高崎公演・東海市公演のスペシャルドキュメント映像＜Bonus Track＞

### ファンクラブ限定DELUXE盤のみ

#### CD
- 2022年12月4日に沖縄コンベンションセンターで開催された最終公演の模様を収録[1]。

1. 並行トラベラー
2. OverDriver
3. 吠えろ!
4. 青春
5. スイッチ！
6. G.A.M.E.
7. ムーンライトで行こう
8. Baby good sleep
9. いろは
10. Ordinary
11. SINK
12. フォークで恋して
13. I-T-A-Z-U-R-A
14. スモーキンレイニーブルー
15. ユリーカ
16. Ah Yeah!!
17. 全力少年
18. されど愛しき人生
19. up!!!!!!(Encore)
20. 奏（かなで）(Encore)
21. あけたら(Encore)
22. 風がめくるページ(Encore)

## プロモーション
- 購入する対象店舗に応じて先着で購入特典がプレゼントされた[3]。

| 対象店舗     | 特典内容                                                    |
| ------------ | ----------------------------------------------------------- |
| Amazon.co.jp | 商品ジャケット絵柄のビジュアルシート（サイズ：27.5×19.5cm） |
| 楽天ブックス | 商品ジャケット絵柄のポストカード                            |

- 「スキマスイッチ “Live Full Course 2022” 〜 20年分のライブヒストリー 〜」会場での予約者には「オリジナルオーナメント」がプレゼントされた[4]。